# Bitwa pod Koniecpolem (1863)
Bitwa pod Koniecpolem – stoczona 25 maja 1863 roku potyczka pomiędzy powstańcami styczniowymi Józefa Oxińskiego a siłami Imperium Rosyjskiego.